# Hingham (Massachusetts)
Pour les articles homonymes, voir Hingham.
Hingham est une ville située au sud de Boston dans le comté de Plymouth.
La population était de 22 157 habitants en 2010.
La ville a été fondée en 1633 par des colons anglais, le nom de la ville vient de la ville anglaise de Hingham (Norfolk).

## Personnalités
- Tony Amonte, joueur de hockey retraité
- The Unseen, groupe de punk rock